# Powłoka Bourne’a
Powłoka Bourne’a lub sh – historyczna powłoka systemu Unix.

## Historia
Stephen Bourne rozpoczął prace nad powłoką pod koniec 1975 roku w Bell Labs w czasie, gdy Ken Thompson przebywał na rocznym urlopie na Uniwersytecie w Berkeley. Powłoka była rozwinięciem wcześniejszego interpretera poleceń o nazwie shell. Jej pierwsze wydanie miało miejsce w 1977 roku w ramach Unix Version 7, dla którego była domyślną powłoką – zastępując wspomnianą powłokę autorstwa Kena Thompsona.
Na większości systemów Unix oraz pokrewnych oryginalna ścieżka /bin/sh wskazuje na plik wykonywalny powłoki zgodnej z nią składniowo, np. ash czy mksh.

## Język
sh ustanowi także początkowo nieformalny – za sprawą popularyzacji przez książkę The Unix Programming Environment Briana Kernighana i Roba Pike’a – a potem ustandaryzowany przez POSIX język skryptowy.
Składnia struktur kontrolnych została zainspirowana dialektem języka ALGOL 68, nad którym Bourne pracował na Uniwersytecie Cambridge. Wywodzą się z niego postacie if ~ then ~ elif ~ then ~ else ~ fi, case ~ in ~ esac z jedynym odstępstwem w postaci zamiany od na done, jako słowa kończącego pętle for/while.
Przykład kodu:
```
 
#!/bin/sh

 
echo
 
Hello
 
World!

 
echo
 
Dzisiaj
 
jest:

 
date

 
echo
 
"wszystko OK?: "

 
read
 
odp

 
if
 
[
 
"
$odp
"
 
!
=
 
"n"
 
]

    
then
 
echo
 
to
 
fajnie

    
else
 
echo
 
szkoda

 
fi

```

Wynikiem tego programu jest:
```
Hello World!
Dzisiaj jest:
10-10-2006
wszystko OK?:
t
to fajnie
```

Skrypt uruchamiało się podając interpreterowi jego ścieżkę: sh /tmp/przyklady/skrypt. Skrypt można uruchomić bezpośrednio, jeśli nadano mu prawa wykonywania w systemie plików i znajduje się (jak w przykładzie powyżej) jako pierwsza linia #!/bin/sh, która wywołuje ścieżkę powłoki mającej go wykonać.

## Ograniczenia
Jednym z ograniczeń powłoki sh jest brak możliwości operowania na liczbach całkowitych bez tworzenia nowego procesu.